# Puerto Carabuco
Puerto Carabuco ist eine Ortschaft im Departamento La Paz im Hochland des südamerikanischen Andenstaates Bolivien.

## Lage im Nahraum
Puerto Carabuco liegt in der Provinz Eliodoro Camacho und ist zentraler Ort im Cantón Puerto Carabuco im Municipio Puerto Carabuco. Die Ortschaft liegt auf einer Höhe von 3830 m auf der bolivianischen Hochebene am östlichen Ufer des Titicacasees zwischen den Ortschaften Chaguaya und Escoma.

## Geographie
Puerto Carabuco liegt auf dem bolivianischen Altiplano am Westrand der Cordillera Real. Die Region weist ein ausgeprägtes Tageszeitenklima auf, bei dem die mittleren Temperaturschwankungen im Tagesverlauf deutlicher ausfallen als im Verlauf der Jahreszeiten.
Die Jahresdurchschnittstemperatur der Region liegt bei knapp 9 °C, der Jahresniederschlag beträgt etwa 850 mm (siehe Klimadiagramm Puerto Acosta). Die Monatsdurchschnittstemperaturen schwanken nur unwesentlich zwischen knapp 6 °C im Juli und gut 10 °C von November bis Januar. Die Monatsniederschläge liegen zwischen unter 15 mm in von Juni bis August und einer Feuchtezeit von Dezember bis März mit Werten zwischen 120 und 170 mm.

## Verkehrsnetz
Puerto Carabuco liegt in einer Entfernung von 154 Straßenkilometern nordwestlich von La Paz, der Hauptstadt des gleichnamigen Departamentos.
Von La Paz führt die asphaltierte Nationalstraße Ruta 2 in nördlicher Richtung 70 Kilometer bis Huarina, von dort weitere 84 Kilometer die Ruta 16 über Achacachi und Ancoraimes nach Puerto Carabuco und weiter nach Escoma und Puerto Acosta.

## Bevölkerung
Die Einwohnerzahl der Ortschaft ist in den vergangenen beiden Jahrzehnten um etwa ein Viertel angestiegen:
| Jahr | Einwohner | Quelle       |
| ---- | --------- | ------------ |
| 1992 | 440       | Volkszählung |
| 2001 | 416       | Volkszählung |
| 2012 | 555       | Volkszählung |
| 2024 |           | Volkszählung |

Die Region weist einen hohen Anteil an Aymara-Bevölkerung auf, im Municipio Puerto Carabuco sprechen 97,0 Prozent der Bevölkerung Aymara.

## Persönlichkeiten
- Manuel Rigoberto Paredes (1870–1951), Volkskundler, Ethnograph, Historiker, Essayist und Politiker